# Thrixspermum fuscum
Thrixspermum fuscum là một loài thực vật có hoa trong họ Lan. Loài này được (Ridl.) Merr. miêu tả khoa học đầu tiên năm 1921.